# Alistair Taylor
James Alistair Taylor, född 21 juni 1935 i Runcorn, död 9 juni 2004 i Chesterfield, var personlig assistent till Brian Epstein som följde honom till Cavern Club  där han först såg The Beatles spela den 9 november 1961. Taylor senare blev Verkställande direktör i Apple Records för en kort period.